# Ali Ghaidan Majid
Ali Ghaidan Majid, né en 1950 ou 1951 à Balad Ruz (en), dans la province de Diyala en Irak, est un général irakien. 

## Biographie
Il a servi dans l'armée irakienne sous Saddam Hussein.
En 2014, il est commandant des forces terrestres irakiennes dans la province d'Al-Anbar. Il est limogé par le premier ministre Haïder al-Abadi le 23 septembre 2014, deux jours après une lourde défaite de l'armée lors de la bataille de Saklaouiya.